# Boresch III. von Ossegg und Riesenburg
Boresch III. von Ossegg und Riesenburg († vor 1312) war ein böhmischer Adliger des Geschlechts von Riesenburg.
Der Sohn des Bohuslav II. wurde 1291 Mitglied des Landgerichtes. Zu Ende des 13. Jahrhunderts blühte im Herrschaftsbereich der Riesenburger der Erzbau auf. Am 22. März 1302 schloss er mit dem Klostervorsteher von Ossegg einen Vertrag, nach dem er die Einnahmen mit dem Kloster Osek teilte.
Nach dem Tod des Königs Wenzel II. und der Ermordung seines Nachfolgers Wenzel III. ein Jahr später, kam es in Böhmen zu einer erneuten Welle von Gewalt, als die mächtigen Adeligen während der regierungslosen Zeit versuchten, ihre Ländereien und Vermögen auszuweiten. Es kam zu Usurpationen kirchlicher Vermögenswerte, auf der anderen Seite versuchte man, Ungerechtigkeiten der Vergangenheit auszugleichen.
Auch Boresch konnte einem weiteren Ausbau der Macht nicht widerstehen. 1307 wird er als Besitzer von Sayda genannt, diesmal jedoch nicht als ein Teil des böhmischen Reiches, sondern als Lehen der Markgrafschaft Meißen.
Bis zu seinem Tod wird er nur noch einmal erwähnt. In Vertragsunterlagen von 1312 taucht sein Name nicht mehr auf.